# 新居浜北火力発電所
新居浜北火力発電所（にいはまきたかりょくはつでんしょ）は、愛媛県新居浜市惣開町にある、住友共同電力が管理運営する火力発電所。

## 概要
住友化学愛媛工場の敷地内に立地している。2022年11月25日に愛媛県内初の液化天然ガス（LNG）火力発電所として営業運転を開始した。発電した電気は地元の住友グループなどに供給されている。燃料は同じ敷地内にあり、共同出資会社新居浜LNGが同年3月に操業を始めたLNGの受け入れ基地から調達するほか、住友化学の生産工程で発生する水素も用いている。総事業費は約250億円。

## 発電設備
1～3号ガスタービン系列
出力:135,600kW
使用燃料:＜ガスタービン＞天然ガス　＜排熱・回収ボイラ＞天然ガス・副生ガス(水素)
営業運転開始：2022年11月
1～2号蒸気タービン
出力:12,200kW
営業運転開始:2022年11月